# International Journal of Astrobiology
International Journal of Astrobiology é uma revista científica criada em 2002, que especializa-se em matérias relacionadas com a origem, evolução, distribuição e o futuro da vida na Terra e além. É publicada pela Cambridge Journals.